# 拉诺德加亚
拉诺德加亚（西班牙語：La Nou de Gaya）是西班牙加泰罗尼亚塔拉戈纳省的一个市镇。总面积4平方公里，总人口406人（2001年），人口密度102人/平方公里。